# Sur la piste des desperados
Série
Le Trésor des montagnes bleues
(1964)
Pour plus de détails, voir Fiche technique et Distribution.
Sur la piste des desperados alias Winnetou III (titre original : Winnetou 3. Teil) est un film italo-yougo-allemand réalisé par Harald Reinl, sorti en 1965.

## Synopsis
Encore une fois, les bandits avides créent des conflits entre les colons et les Indiens. Non seulement ils massacrent les bisons, mais ils forcent, en lui faisant boire de l'alcool, le chef des Jicarillas, Bison Blanc, à donner la terre sacrée. Old Shatterhand et Winnetou sont sur la route pour aller voir le gouverneur quand ils sont attaqués par les bandits de Rollins dans une carrière. Chanceux d'échapper à l'attaque, Old Shatterhand découvre à Santa Fe que derrière les bandits se cache l'homme d'affaires avide Vermeulen, qui veut la terre des Mescaleros et envoie Rollins faire d'autres attaques contre Winnetou.
Deux fois Winnetou peut échapper aux attaques seulement de justesse. Quand Winnetou et Old Shatterhand veulent faire la paix dans le camp des Jicarillas, Rollins amène le premier fils assassiné par lui au camp et montre comme une arme un couteau que Winnetou avait précédemment perdu dans sa fuite. Les deux héros sont rapidement sur le pieu des Jicarillas et ne peuvent être libérés que pendant la nuit par Sam Hawkens. Alors que le vieux Shatterhand télégraphie à Clinton et demande l'aide du gouverneur, Winnetou se met en sécurité dans les grottes de Nugget-Tsil.
Old Shatterhand peut avertir la cavalerie, arrivant juste à temps pour embusquer les bandits et les Jicarillas avant qu'une bataille féroce ne s'ensuive. Sur un promontoire, Old Shatterhand, Sam Hawkens et Winnetou repoussent les bandits, tandis que Rollins se faufile par derrière pour assassiner insidieusement Old Shatterhand. Winnetou remarque Rollins et se jette au moment du tir sur Old Shatterhand pour le protéger de son corps. Le chef Apache est mortellement blessé. Rollins est tué lors de sa fuite par les Mescaleros.

## Fiche technique
- Titre français : Sur la piste des desperados ou La Vallée des desperados ou Winnetou III
- Titre original : Winnetou 3. Teil
- Réalisation : Harald Reinl, assisté de Stipe Delic et de Charles Wakefield
- Scénario : Harald G. Petersson, J. Joachim Bartsch (de)
- Musique : Martin Böttcher
- Direction artistique : Vladimir Tadej
- Costumes : Irms Pauli
- Photographie : Ernst W. Kalinke
- Effets spéciaux : Erwin Lange
- Montage : Jutta Hering
- Production : Horst Wendlandt, Stipe Gurdulić
- Sociétés de production : Rialto Film, Jadran Film
- Société de distribution : Constantin Film
- Pays d'origine :  Allemagne de l'Ouest,  Italie,  Yougoslavie
- Langue : allemand
- Format : Couleurs - 2,35:1 - Mono - 35 mm
- Genre : Western
- Durée : 93 minutes
- Dates de sortie :
  -  Allemagne de l'Ouest : 15 octobre 1965.
  -  France : 17 août 1966[2].
  -  Suède : 6 mars 1967.
  -  Finlande : 7 juillet 1967.
  -  Irlande : 14 juin 1968.
  -  Danemark : 8 juillet 1968.
  -  Allemagne de l'Est : 23 mai 1986.

## Distribution
- Lex Barker : Old Shatterhand
- Pierre Brice : Winnetou
- Rik Battaglia : Rollins
- Sophie Hardy : Ann
- Ralf Wolter : Sam Hawkens
- Carl Lange : Le Gouverneur
- Mihail Baloh : Gomez
- Aleksandar Gavrić : Kid
- Ilija Ivezić : Clark
- Veljko Maričić : Vermeulen
- Dušan Antonijević : Bison Blanc
- Gojko Mitić : Un Jicarilla
- Slobodan Dimitrijević : Panthère Rapide
- Sime Jagarinec : Plume Rouge

## Histoire
Dans la presse, on appréhende la mort de Winnetou, comme prévu dans le livre, mais les producteurs ne cèdent pas. Surtout dans le magazine de la jeunesse Bravo, des lettres demandent de laisser l'idole de la jeunesse incarnée par Pierre Brice en vie.
Le tournage a lieu du 14 juin au 13 août 1965 dans la région de Split. Trogir, la vieille ville croate sur une île, a été choisie pour les scènes de la ville de Santa Fe (Nouveau-Mexique), en raison de la ville médiévale bien conservée. Un endroit isolé sur le mont Mali Alan est choisi par Harald Reinl pour la scène de la mort de Winnetou.
Le 23 août 1965 commence le tournage de Old Surehand avec Pierre Brice qui incarne Winnetou.
Le téléfilm Winnetous Rückkehr, diffusé en 1988 sur la ZDF, avec Pierre Brice qui incarne Winnetou, laisse supposer que Winnetou a survécu à la blessure grave.